# Mathias Gschnitzer

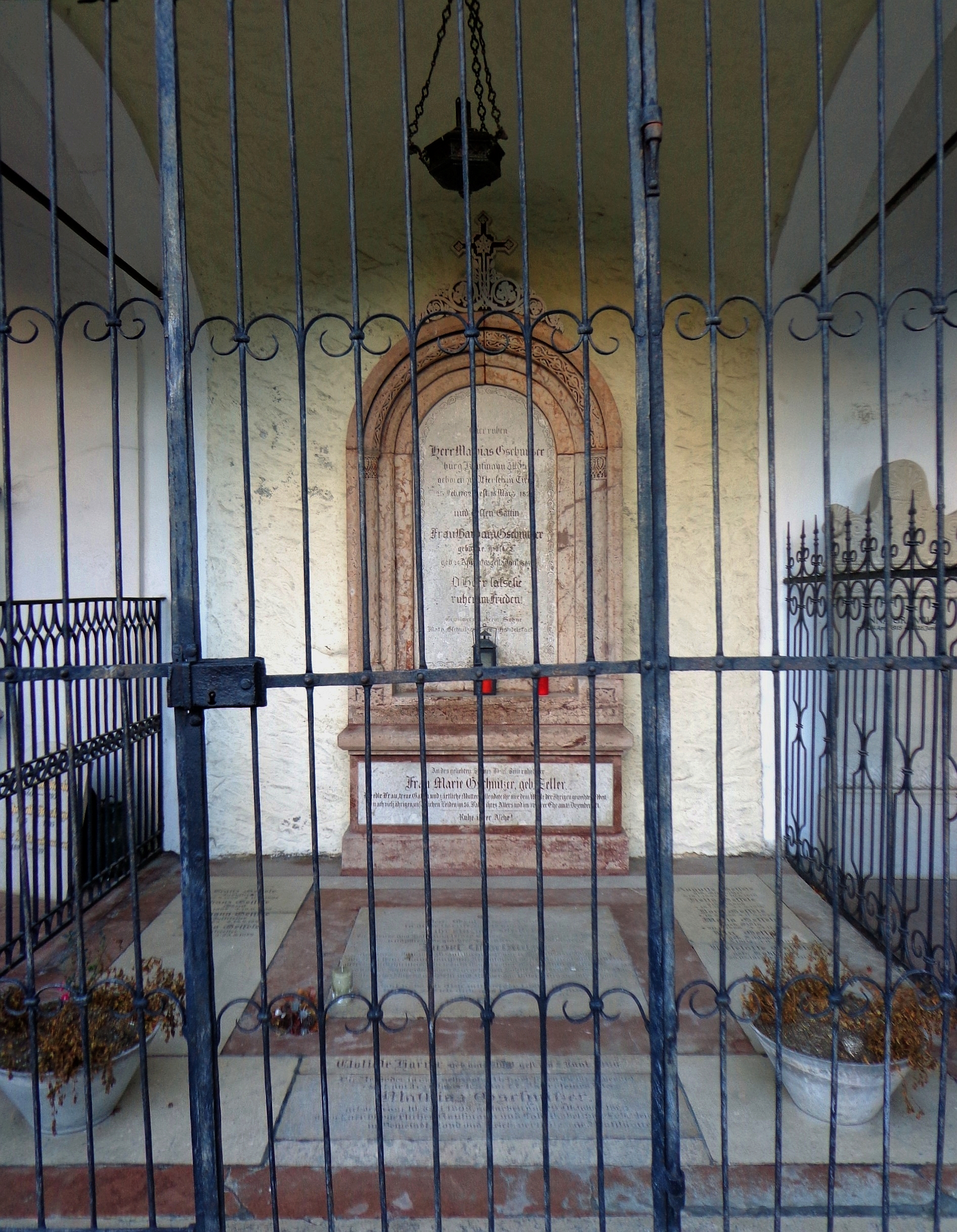
Gruft der Familien Gschnitzer und Gessele auf dem Petersfriedhof Salzburg, in der auch Mathias Gschnitzer bestattet ist

Mathias Gschnitzer (* 10. Juli 1808 in Salzburg; † 29. Oktober 1884 ebenda) war ein österreichischer Reichstagsabgeordneter, Bürgermeister der Stadt Salzburg und Mitbegründer der Internationalen Stiftung Mozarteum.

## Leben
Gschnitzer war von 1841 bis 1850 Mitglied des Gemeindeausschusses und wurde 1847 als Nachfolger Alois Lergetporers zum Bürgermeister der Stadt Salzburg gewählt. In den Jahren 1848 und 1849 weilte er als Reichstagsabgeordneter in Wien und Kremsier.
Während seiner Amtszeit, die sich bis 1850 erstreckte, richtete der Gemeinderat unter seiner Führung im November 1848 ein Schreiben an die Nationalversammlung in Frankfurt am Main, in der das Festhalten am Deutschen Gesamtstaat gefordert wurde und 1849 eine Petition an die Abgeordnetenkammer in München, in der sich der Salzburger Gemeinderat einstimmig für den Verbleib Österreichs im Deutschen Reichsverband aussprach. In seine Zeit als Bürgermeister fiel weiters die Übernahme des Salzburger Museums unter seinem Gründer und damaligen Direktor Vinzenz Maria Süß in das Eigentum der Stadt. Noch im selben Jahr konnte mit Karoline Auguste von Bayern, der Witwe Kaiser Franz I., eine Patronin für diese Institution gewonnen werden, das nachmalig als „Museum Carolino Augusteum“ (heute Salzburg Museum) weit über die Grenzen Salzburgs hinaus Bekanntheit erlangte. Auf Anregung Gschnitzers erfolgte am 27. September 1849 die Umbenennung des Michaelsplatzes in „Mozartplatz“.
Den wichtigsten Markstein in der Amtsperiode Gschnitzers bildete die am 1. Jänner 1850 erfolgte Loslösung des bisherigen Salzachkreises vom Kronland Österreich ob der Enns und die damit verbundene Entstehung des Kronlandes Salzburg und der Aufwertung der Stadt Salzburg zur Landeshauptstadt. Auf eine Initiative Gschnitzers beschloss der Gemeinderat am 26. August 1850 eine Petition an das Handelsministerium betreffend einer ersten Salzachregulierung.
Nachdem er sein Bürgermeisteramt zurücklegte, war Gschnitzer von 1851 bis 1860 Mitglied der Gemeinderatsvertretung und als Abgeordneter der Handelskammer von 1861 bis 1870 Mitglied des Salzburger Landtages sowie in derselben Zeitspanne Reichsratsabgeordneter in Wien. Insgesamt war er 17 Jahre Präsident, zwei Jahre Vizepräsident und neun Jahre Kammerrat der Salzburger Handels- und Gewerbekammer. Während dieser Zeit gründete er die erste Kunstwollfabrik Österreichs und war zudem an der Gründung der ehemaligen Salzburger Gewerbevereinsschule sowie der Salzburger Sparkasse maßgebend beteiligt.
Gschnitzer galt als Fachmann in Transportangelegenheiten und gehörte als Delegierter einer Enquente in Eisenbahnangelegenheiten an. 1873 fungierte er als Vizepräsident der Landeskommission für die Wiener Weltausstellung und 1878 war er Präsident der Lokalkommission für die Weltausstellung in Paris. Ferner war er Mitglied des Liberalen Vereins, Verwaltungsrat des Salzburger Museums, Mitbegründer der Stiftung Mozarteum sowie Mitbegründer und Vorstandsstellvertreter des Vereins für Salzburger Landeskunde.
Nach dem überraschenden Ableben von Bürgermeister Franz Xaver Späth 1853 führte Gschnitzer interimistisch als Bürgermeister-Stellvertreter die Amtsgeschäfte bis zur Neuwahl von Alois Spängler im Jahr 1854. Nach seinem Ableben am 29. Oktober 1884 fand Mathias Gschnitzer seine letzte Ruhestätte in der Gschnitzer-Gessele'schen Familiengruft auf dem Petersfriedhof Salzburg.
| Vorgänger         | Amt                                  | Nachfolger        |
| ----------------- | ------------------------------------ | ----------------- |
| Alois Lergetporer | Bürgermeister von Salzburg 1847–1850 | Franz Xaver Späth |